# Gilson Kleina
Gilson Kleina (Curitiba, 30 marzo 1968) è un allenatore di calcio brasiliano, tecnico del Itabaiana.

## Palmarès
- Campionato Alagoano: 1

Coruripe: 2006
- Campionato brasiliano di seconda divisione: 1

Palmeiras: 2013